# Biotecnología vegetal

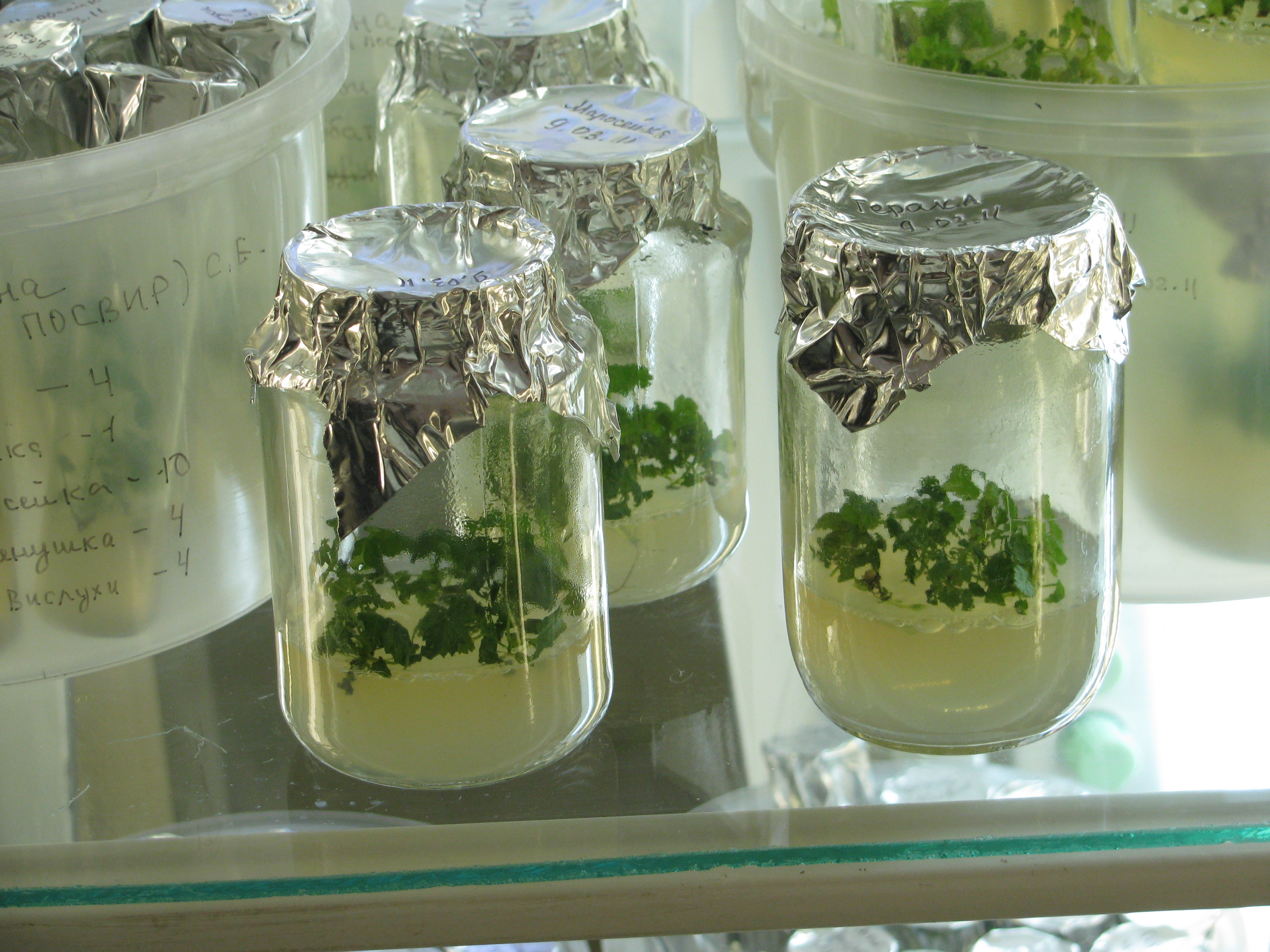
Bayas in vitro. Instituto Vavilov de Plantas Industriales (VIR). Departamento de Biotecnología

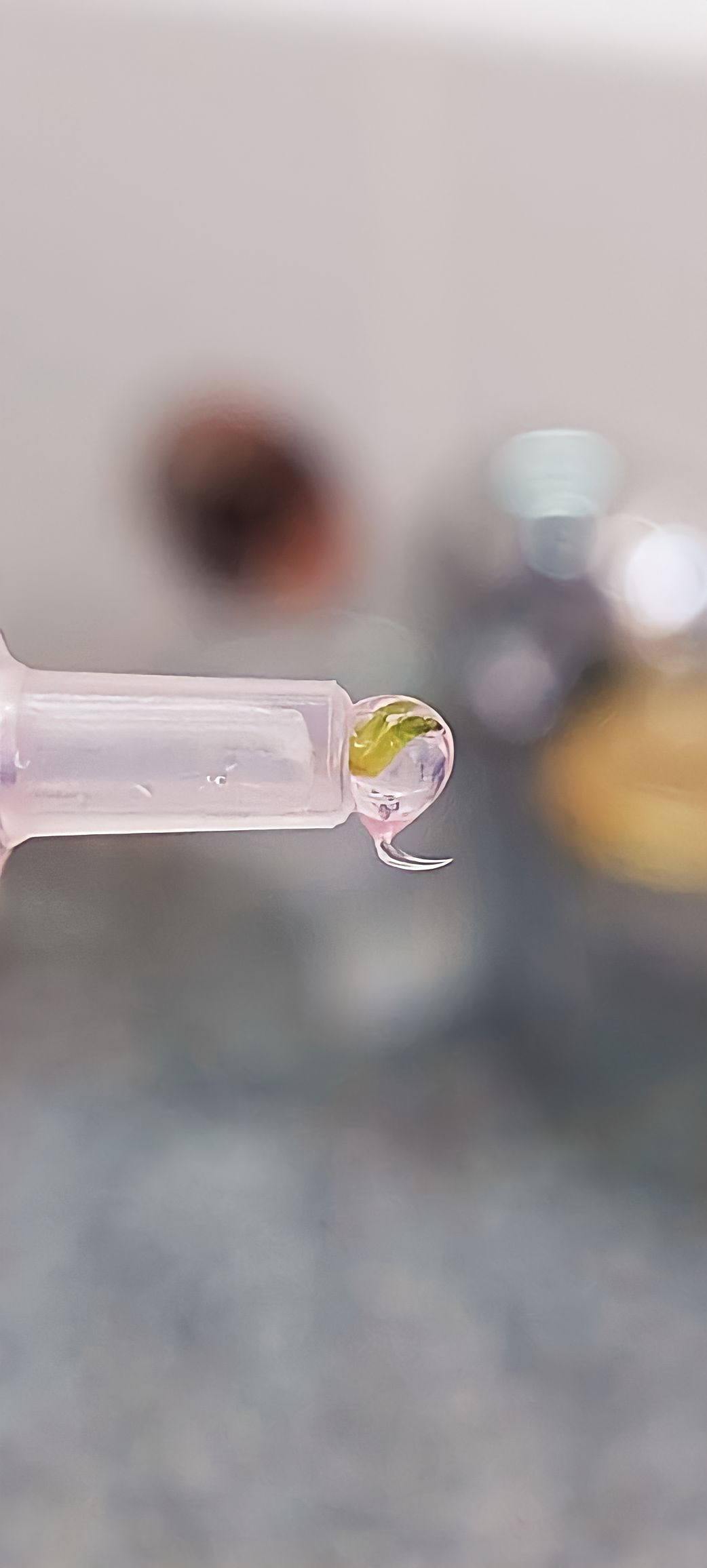
Semilla sintética de meristemas somaticos de Nicotina tabacum.

La Biotecnología es el conjunto de técnicas que utilizan organismos vivos o partes de ellos para obtener productos o modificarlos, para mejorar plantas o animales, o para desarrollar microorganismos con fines bien determinados, es decir, para la obtención de bienes y servicios. La biotecnología vegetal es la específica de las plantas.
Según el Convenio sobre la Diversidad Biológica (CDB) de 1992: es toda aplicación tecnológica que utilice sistemas biológicos y organismos vivos y sus derivados para la creación o modificación de productos o procesos, para usos específicos.
La biotecnología comprende conocimientos de muchas áreas de la ciencia como agricultura, bioquímica, biología celular y molecular, inmunología, virología, industria de alimentos, fisiología vegetal, salud…
Puede que en ciertas regiones de un país se cultive un producto en específico. Las constantes sequías, seguidas por las lluvias y tormentas eléctricas excesivas, tienden a arruinar la productividad de lo que se está cultivando, por lo que los responsables de dicho producto deben encontrar una solución para no perder la cosecha. Se acude a aguas negras, fertilizantes, pesticidas, y un sinfín de sustancias dañinas no solo para el suelo, sino también para el organismo de los consumidores de este producto. Es aquí donde entra la ética, ya que se debe crear una buena producción pero también debe erradicarse todo tipo de sustancia que dañe a los consumidores. Pero ocurre que con tal de producir las cantidades necesarias, y no afectar los ingresos de la industria, se emplean este tipo de químicos que muchas veces no cumplen con los niveles de calidad esperados, y resultan económicos para el responsable, quien, además, también busca no elevar mucho los gastos.
Lo que hace la biotecnología  es buscar algún tipo de fertilizante que sea apto tanto para las plantas como para los consumidores. Esto se logra con un complejo trabajo de investigación, ya que lo que utiliza un ingeniero en biotecnología principalmente son organismos: bacterias, hongos, insectos, en fin, una diversa cantidad de organismos o microorganismos son empleados durante la investigación, hasta que se obtiene el producto deseado: un fertilizante eficiente, que haga que las plantas resistan tanto las fuertes sequías como las abundantes lluvias, y que a su vez no dañe la salud de quienes las consumen.

## Biotecnología clásica frente a biotecnología moderna
Como la biotecnología comprende conocimientos de distintas áreas de la ciencia, como fisiología vegetal, celular y molecular, inmunología, bioquímica… podemos considerar tres etapas conceptuales, relacionadas con los avances de conocimientos en estas ciencias:
1. Biotecnología tradicional: es la que no tiene base científica. Se puso en práctica en Mesopotamia con el vino en el 5000-4000 ac; con la fabricación de la cerveza por los sumerios en el 6000 a.c, o la fabricación del pan en 4000-3000 a.c gracias a los egipcios.
2. Biotecnología clásica: es la considerada de los siglos XIX- XX cuando empiezan a entenderse los procesos de la biotecnología tradicional. Implica, por ejemplo, la regeneración de plantas a partir de partes de ellas mismas.
3. Biotecnología moderna: desde 1970 donde se conoció la tecnología del ADN recombinante, que consiste en una molécula de ADN artificial formada de manera deliberada in vitro por la unión de secuencias de ADN y que proviene de dos organismos de especies diferentes que normalmente no se encuentran juntos.

Estas etapas conceptuales de la biotecnología no son excluyentes, sino complementarias ya que en las investigaciones actuales primero hay un proceso de selección mediante la clásica y una vez encontrada una variedad interesante con la que trabajar, se aplica la biotecnología moderna.

## Biotecnología clásica vegetal
Se inicia con el desarrollo de la agricultura, domesticación de especies salvajes para obtener especies cultivables y comestibles. La finalidad principal de la biotecnología clásica vegetal es la mejora de distintas plantas para obtener variedades con características deseadas.

### Mejora vegetal
Consiste en la introducción consciente de diversidad genética en las poblaciones, normalmente cruzando progenitores con características notables. Para ello tenemos unos requisitos mínimos que cumplir, como la existencia de variabilidad o la posibilidad de crearla, capacidad de detectar dicha variabilidad y conocimientos para manipularla.

#### Objetivos
La mejora vegetal persigue aumentar el rendimiento de la planta, mejorar su calidad nutritiva y tecnológica, que se haga resistente a plagas y enfermedades y a condiciones difíciles o no adecuadas del suelo y clima.

#### Técnicas
Las técnicas que utiliza podemos clasificarlas en básicas o en métodos. Las básicas son:
- Selección: cualquier fuerza capaz de modificar el número de descendientes y su contribución génica a la generación siguiente. Si la selección es por parte de la naturaleza, lo llamamos la selección natural, mientras que si los seres humanos intervienen de alguna forma, selección artificial.
- Cruzamiento artificial: consiste en el apareamiento forzado de dos organismos que de forma natural no lo harían. Solo es posible entre individuos de la misma especie o muy cercana.
- Mutación
- Mutación cromosómica

Las plantas mejoradas son un éxito en cuanto a su rendimiento y productividad, ya que por ejemplo se han llegado a obtener tomates 50 veces más pesados que los silvestres ; presentan mayor variabilidad (existen 500 variedades de arroz, 3000 de café; se han modificado el método de dispersión en cereales y leguminosas de grano; también cambios en el sistema de polinización, por ejemplo en tomates, que han pasado de ser alógamos a autógamos, es decir, de reproducirse sexualmente entre individuos genéticamente diferentes a reproducirse sexualmente pero entre individuos de distinto sexo pero formados en un mismo individuo. Con estos avances las plantas se han hecho más resistentes a plagas, enfermedades, ambientes adversos y se han adaptado a la mecanización.
Este tipo de desarrollo de la biotecnología nos ha aportado muchos beneficios pero sin embargo, carecemos de unas mejoras básicas que harían que fuese mucho más productivo y nutritivo, más resistentes aun al estrés biótico y abiótico, que pudiésemos aprovechar mejor su capacidad fisiológica e incrementásemos las partes de la propia planta que utilizamos. Para ello requerimos de otras técnicas más modernas, la biotecnología moderna.

## Biotecnología moderna vegetal
La biotecnología moderna se apoya básicamente en la puesta en práctica de la ingeniería genética, consistente en introducir información genética nueva en un organismo para dotarlo de capacidades que no poseía para su posterior reproducción, obteniendo individuos modificados y dotados para ese uso o función. Las técnicas principales de esta ingeniería genética son Secuenciación de ADN, ADN recombinante, Reacción en cadena de la polimerasa.

## Aplicaciones de la biotecnología vegetal

### Control de enfermedades
Podemos conseguir un control de las enfermedades gracias a numerosas técnicas:
- Cultivo in vitro: por el que se puede proteger a especies cercanas a través de cruzamientos convencionales y por retro cruzamiento podemos quedarnos solo con el gen deseado.
- Creando resistencia a hongos mediante la sobreexpresión de los genes que son tóxicos para el patógeno, genes que neutralicen sus componentes, mejoren las defensas estructurales, participen en las vías de señalización de las defensas, es decir, que preparen con anterioridad a la planta para la llegada del patógeno, genes que sean de resistencia.
- Obteniendo resistencia a las bacterias: se introducen los genes que produzcan enzimas que maten a la bacteria. También lo podemos conseguir haciendo a la planta insensible a la toxina bacteriana. Aumentando sus defensas naturales por sobreexpresión de genes o provocando una muerte celular artificial en el sitio de la infección.
- Debemos asegurar la resistencia a virus gracias a, aparte de las técnicas tradicionales de tratar con insecticidas e insertar genes de resistencia, a la sobreexpresión mediada por :
  - proteínas, que generan resistencia a virus Cápsida viral (CP)Replicases virales (RP), Proteínas de movimiento (MP);
  - RNA, Silenciamiento génico postranscripcional (PTGS). También podemos obtener resistencia por la inclusión de genes no virales
  - Incluyendo genes no virales: anticuerpos antivirales, proteínas inhibidoras del ribosoma (RIPs) o genes R de resistencia natural.
- Otra de las soluciones posibles es producir plantas libres de virus, cultivando meristemos, ya que este no suele estar infectado con el virus, porque su sistema vascular no está muy desarrollado y el virus no puede viajar por su floema o xilema y porque tienen una alta tasa metabólica que impide la infección.
- También podemos aplicar técnicas de termoterapia, quimioterapia o electroterapia que erradican o por lo menos disminuyen la concentración del virus, pero no erradican completamente la infección.
- Otra de las formas de evitar el daño a la planta es el Control de plagas control de las plagas:
  - Mediante insecticidas tradicionales, genes de resistencia a las bacterias ( por ejemplo, célula de Bacillus thuringiensís esporulante), genes de resistencia a animales (inhibidores de proteasas, colesterol oxidasa, quitinosas...), de resistencia a plantas (inhibiendo sus enzimas digestivas o mediante lectinas), expresando ciertos genes de virus de insectos en plantas para que las proteja de ese insecto, mediante liberación de hormonas que repelan al insecto o atraigan a los depredadores de estos (aunque tiene algunos problemas medioambientales).
  - Controlando las malas hierbas gracias a herbicidas.

### Tolerancia al estrés abiótico
Las plantas son sometidas frecuentemente a estrés debido a condiciones desfavorables en el ambiente físico o químico con las que intentan sobrevivir mediante diferentes respuestas. Sin embargo, nosotros podemos favorecer esa tolerancia gracias a la biotecnología:
- haciendo que produzcan más solutos compatibles beneficiosos para la planta
- mediante la sobreexpresión de proteínas LEA(Late Embryogenesis Abundant) que generan más resistencia,
- controlando la bomba de NA+/H+ intentando reducir el incremento del Na+ que es el que provoca el estrés
- cambiando las propiedades de las membranas (las más resistentes son las que tienen mayor composición de grasos insaturados con dobles enlaces) para que toleren mejor las bajas temperaturas
- Expresando genes que codifiquen proteínas que actúan como anticongelantes (gen de la AFP)

### Fitorremediación
Gracias a la capacidad de las plantas de absorción de sustancias tanto esenciales como no esenciales, podemos llevar a cabo la fitorremediación, que consiste en el uso de plantas para degradar, asimilar, metabolizar o desintoxicar metales pesados, compuestos orgánicos y radiactivos de ambientes contaminados por Cr, Cu, Fe, Ni, Zn, Pb, combustibles, armas químicas, pesticidas y herbicidas, solventes orgánicos...
Existen diferentes tipos dependiendo de qué tipo de contaminación trate y el proceso por el que la elimine: fitoestabilización, fitoestimulación, fitovolatilización, fitodegradación.
Las ventajas de esta práctica son su bajo costo y su rapidez comparada con la realizada por microorganismos, se puede implantar en grandes extensiones y genera pocos residuos.
Sin embargo el proceso se limita a la profundidad de la penetración de las raíces de las plantas y que a veces, si el área está muy contaminada el proceso no puede producirse. También hay que tener en cuenta que los contaminantes no deben pasar al siguiente nivel de la cadena trófica.

### Producción de compuestos de interés industrial
Si se quiere producir compuestos que son demandados por la sociedad actual, podemos modificar:
- El metabolismo, mediante manipulación genética para producir más o menos cantidad de producto deseado, aumentando o disminuyendo el flujo de la ruta biosintética, del catabolismo o del número de células productoras.
- Las rutas metabólicas, mediante ingeniería genética: sobreexpresando los genes de enzimas de biosíntesis de ese compuesto, importando un gen de otra especie, haciendo una reacción unidireccional para evitar que los compuestos se desvíen por otra rama, o por el contrario una reacción para que los productos de las ramificaciones vuelvan a la vía deseada, o sobreexpresando factores de transcripción que aumenten la expresión.

Por ejemplo, de los hidratos de carbono obtenemos celulosa, almidón, azúcares que utilizamos para papel, textiles, cartón, fármacos, pinturas, plásticos, cosméticos, biocombustibles...

### Producción de metabolitos secundarios
Los metabolitos secundarios son metabolitos que regulan las relaciones de la planta con el medio que le rodea. En esta tabla encontramos algunos ejemplos:
Estos metabolitos tienen interés comercial ya que determinan la calidad de alimentos (color, sabor y aroma) y la calidad de las plantas ornamentales (color y aroma). Son utilizados en la producción comercial de colorantes, fragancias e insecticidas y se usan en medicina con actividad antioxidante y antitumoral. Por ejemplo el tomate con más aroma (debido al s-linalol), la menta con más aroma y gusto (supresión de la expresión del enzima mentofurano sintetasa), aumento de provitamina A en arroz  que solucionaría la ceguera, xeroftalmia y muerte de millones de personas.
Otro ejemplo puede ser el desarrollo de las líneas de Golden Rice que contiene muchos β-carotenos (precursor de la provitamina A), ayudan a la síntesis de flavonoides que poseen muchos antioxidantes, antitumorales, antiarterioescleróticos y antiinflamatorios. También se modifica genéticamente el color de las flores para ornamentación.
En alcaloides podemos modificar la síntesis de estos, por ejemplo en Atropa Belladona, que acumula gran cantidad de hiosciamina que produce escopolamina, de gran interés en medicina ya que es un importante anticolinérgico. También podemos investigar con las plantas para obtener café con bajo nivel de cafeína para obtener descafeinado o incluso conseguir que las plantas de tabaco produzcan cafeína transformándolas con las tres metiltransferasas.

### Plantas comobiorreactores
Buscamos modificar plantas para usarlas como factorías de aditivos alimentarios, biopolímeros (algodón, lino, bioplásticos y biopolímeros proteínicos),producción de péptidos recombinantes con interés biofarmacéutico para la síntesis de vacunas y anticuerpos, producción de enzimas aplicables a la industria textil, papelera, piensos...
Los sistemas que se utilizan para la producción de proteínas recombinantes a gran escala son los cultivos de bacterias, levaduras y células animales.
Esta actividad tiene una serie de ventajas: permiten una alta producción de biomasa, existe la posibilidad de fácil conservación, transporte y distribución ya que las proteínas recombinantes se almacenan en semillas y tubérculos, lo que supone un coste más bajo. Tampoco implican riegos de contaminación con patógenos animales o toxinas microbianas. Si se quiere aumentar la escala de producción es sencillo y barato.
A pesar de todo esto también encontramos inconvenientes para su aplicación ya que existe la posibilidad de contaminación genética por parte de otras plantas con las que los cultivos modificados genéticamente coexisten, o que aparezcan pesticidas como resultado del metabolismo secundario...
Las estrategias tecnológicas para optimizar la obtención de proteína recombinantes en plantas deben cumplir tres premisas:
- Aumentar los niveles de expresión: buscaremos la síntesis más óptima e inhibiremos la degradación del producto.
- Disminuir los costos de purificación, paso que encarece el proceso.
- Conseguir un producto de características idénticas al sintetizado en el sistema de origen, (humanizar el producto).

## Desarrollo y promesas de la biotecnología verde
Las promesas de la biotecnología agrícola han ido aumentando conforme se ha avanzado en la investigación. El profesor Francisco Caro puntúa las más importantes para el desarrollo del medioambiente, como por ejemplo: aumentar la productividad y reducir costes, generar innovaciones y mejoras en los alimentos y conducir a prácticas agrícolas más "ecológicas" o contribuir a la agricultura sostenible, que utiliza los recursos con respeto al medio ambiente y sin hipotecar a las generaciones futuras (Iáñez, E. 1997).
En países como Estados Unidos, China o la India los alimentos transgénicos están incluidos en la sociedad desde hace años, y de estos cultivos se obtiene el 50% de la producción mundial de algodón. En el país americano por ejemplo, el algodón Bt, una de las plantas con ADN externo implantado, lleva cultivándose desde 1994 (Asaja, 2010; Iáñez, E. 1997).
La ingeniería genética vegetal encuentra en la actualidad algunas limitaciones, sobre todo por la corta vida que tiene esta tecnología. Sin embargo, a pesar de que aún está en su infancia, su influencia en la sociedad española es muy alta, ya que la aplicación de la biotecnología a los productos alimenticios está permitida. En 2007, la superficie de maíz transgénico en España se estimó en algo más de 75.000 hectáreas concentradas en Cataluña (53,6%) y Aragón (40%), aunque otras nueve comunidades autónomas sembraron semillas transgénicas. Andalucía cuenta con unas 600 hectáreas de maíz Bt, el único cultivo autorizado hasta la fecha, destinado a alimentación animal en principio (PALT, 2009).

## Problemática y controversia
El debate sobre la seguridad de los organismos genéticamente modificados (OGM) se ha estado moviendo en el ámbito de sus posibles repercusiones ambientales y, en el caso de organismos destinados a alimentación, sobre todo tocando el tema de efectos negativos para la salud de los consumidores.
Durante los primeros años de aplicación de las técnicas de ADN recombinante, se establecieron regulaciones específicas para los productos desarrollados por ingeniería genética, cuando anteriormente las normativas se aplicaban a los productos que pudiesen ser perjudiciales para los consumidores, y no a los procesos o técnicas peligrosas (Muñoz, E. 1996).
Esta tendencia está respaldada por los procesos que pudiesen activarse tras la utilización de las técnicas de manipulación genética, ya que esta afectaría sobre todo al medioambiente en el que se produzca, más que en los productos realizados por las mismas.

### Contaminación genética por polinización cruzada
La transferencia horizontal de genes es un hecho natural, incluso entre ciertos microorganismos y plantas, que ha ayudado en ocasiones a la evolución.
La introducción de un gen de una especie filogenéticamente no relacionada que soporta ciertas agresiones externas, como por ejemplo el ataque de un virus, puede transferirse perfectamente a plantas de la misma familia de la genéticamente modificada. A priori no se puede descartar que se produjera una mala hierba resistente a virus, que podría crecer incontroladamente. La cuestión clave no es si hay transferencia horizontal de genes, sino si el producto de esa polinización cruzada presenta algún peligro (Iáñez, E. 2000).
La ingeniería genética es una técnica muy precisa, ya que lo que se introduce en la planta es un ADN totalmente caracterizado, es decir, se introduce solamente una porción del material genético que puede beneficiar al vegetal. Pero los conocimientos científicos no pueden predecir con exactitud todas las consecuencias de la manipulación de un nuevo organismo al que se le han introducido genes extraños, ni su evolución e interacción con otros seres vivos una vez liberado un transgénico al medio ambiente (PALT, 2009).

### Salto de barreras evolutivas y erosión genética
La gran diferencia entre la mejora tradicional de plantas y la mejora biotecnológica es que en la primera, se está limitado por las pautas evolutivas, y en el segundo caso no es así, aunque creamos una especie inverosímil naturalmente. Asimismo, en la inclusión genética se seleccionan solo una parte del ADN a introducir, cosa que en la hibridación tradicional no ocurre, ya que para lograr la introducción de rasgos deseados se transfiere simultáneamente una enorme cantidad de material genético no caracterizado, y del que se desconoce sus posibles impactos y efectos indeseables (Iáñez, E. 1997 y 2000).
Se argumenta a menudo que la biotecnología acentuará el fenómeno de “erosión genética” de las plantas de cultivo, esto es, la germinación de nuevas especies por polinización cruzada que acaben haciendo desaparecer cultivos tradicionales y ecológicos (PALT, 2011). Esta consecuencia habría que tenerla muy en cuenta, sobre todo, en zonas declaradas reserva natural, e igualmente en las extensiones de gran biodiversidad, abundantes en el terreno español.
Según el manifiesto de la Plataforma Andalucía Libre de Transgénicos (PALT, 2009), “en el estado español el cultivo de maíz ecológico ha desaparecido prácticamente como consecuencia de los casos de contaminación genética en Cataluña, Aragón o Albacete. El retroceso y práctica desaparición del maíz ecológico pone de manifiesto la imposibilidad de la mal llamada coexistencia, que en la práctica supone una grave amenaza para la agricultura y ganadería ecológica y amenaza la soberanía alimentaria”.
Del mismo modo, también la contaminación genética estaría presente en los terrenos donde se cultiven alimentos genéticamente modificados, ya que la agricultura industrial usa fertilizantes sintéticos y agroquímicos que pasarían al agua y sobre todo a la tierra donde se encuentren por la falta de control. El aumento del uso de productos químicos afecta gravemente a la flora y a la fauna no objetivo (Greenpeace, 2010).

### Transgénicos como solución alhambredel mundo
Desde antes que aparecieran los primeros productos, se habían creado grandes expectativas en la nueva biotecnología como herramienta clave en el suministro de alimentos. Sin embargo, hay que recordar que la tecnología aplicada a la agricultura está en sus comienzos, por lo que su potencial tardará en reflejarse (Iáñez, E. 1997).
El estado de la biotecnología varía mucho de unos países a otros. En África la situación es bastante deficiente. Pero India, China, Brasil, Egipto, Indonesia y Malasia ya cuentan con programas propios de biotecnología enfocada a mejora de cosechas locales (Iáñez, E. 1997). De igual modo, un decidido apoyo de la comunidad internacional sería de gran ayuda, pero el problema radica en los intereses comerciales de las empresas del mundo desarrollado, quienes no parecen interesados en estas ayudas.
El problema de la biotecnología es su concentración en manos de grandes empresas, sobre todo norteamericanas, que impiden un avance en el desarrollo de una agricultura que permita paliar los problemas alimenticios mundiales. Solo diez multinacionales controlan casi el 70% del mercado mundial de semillas, lo que significa que los y las agricultoras tienen poca capacidad de elección (Greenpeace, 2008).

### Prohibiciones de alimentos biotecnológicos
La legalidad de los OGM en el territorio europeo es un terreno con algunas contradicciones internas. A finales de 2010, la Comisión Europea concedió la autonomía a los gobiernos de cada país de la Unión para elegir si admitir o no el cultivo de alimentos transgénicos (El País, 2010). Sin embargo, poco después las regiones agrícolas de la CEE rechazaron tal decisión, al defender que la Política Agraria Común (PAC) debe ser pactada por todos los países en unanimidad (El País, 2010).
La UE solo permite el cultivo a escala comercial de dos transgénicos: el maíz MON810 y la patata amflora. Algunas de las grandes potencias económicas europeas han prohibido o vetado el cultivo de OGM en sus terrenos. Por ejemplo, el maíz MON810 está vetado en seis países, Alemania, Austria, Francia, Grecia, Hungría y Luxemburgo, mientras Polonia tiene prohibido el cultivo de transgénicos. (El País, 2010).
Países como Austria ya han iniciado los trámites oficiales para prohibir el cultivo de patata transgénica, y Hungría ha iniciado acciones legales contra la Comisión Europea al considerar su aprobación como una imposición ilegal que no consideró los riesgos para la salud (Amigos de la Tierra, 2010).
En el año 2004, la European Food Safety Authority (EFSA, Autoridad Europea de Seguridad Alimenticia en español) publicó un informe advirtiendo de la escasa posibilidad de que se produjera resistencia a antibióticos. Aun así, este tipo de maíz transgénico continuó comercializándose, quebrantando el principio de precaución que se impuso en la normativa de 1990 (Rodríguez Entrena, M.; Sayadi, S; Salazar, M. 2010).
En el territorio español se cultivan las tres cuartas partes del maíz transgénico autorizado para su comercialización en toda la UE (PALT, 2011). Acoge el 42% de los experimentos con transgénicos al aire libre que se realizan en la UE, y la legislación permite un umbral del 0,9% de contaminación de los alimentos por transgénicos sin que el consumidor tenga que ser avisado en la etiqueta (Amigos de la Tierra, 2010).

## La opinión de la ciudadanía sobre los OGM
El estudio ganador del Premio Unicaja Agrario de 2010, basado en la comunidad andaluza, expone que si bien el 75,2% de la muestra afirma haber oído hablar sobre los alimentos transgénicos, solo el 41,1% los define de forma objetiva correctamente. El 13,6% emite una definición aproximada y el 45,3% los define incorrectamente, no sabría definirlos o ni siquiera ha oído hablar de ellos. A nivel nacional este número desciende: el 45,2% de los españoles manifiesta conocer qué es un transgénico (Rodríguez Entrena, M.; Sayadi, S; Salazar, M. 2010).
Para los andaluces, los medios que mayor credibilidad ofrecen a los ciudadanos a la hora de informar sobre los OMG son: las publicaciones científicas y/o académicas (16%), los médicos y profesionales sanitarios (15,6%), los científicos y tecnólogos (14,2%) y las asociaciones de consumidores (10,9%). Para un 10,2% ningún medio ofrece credibilidad (Rodríguez Entrena, M.; Sayadi, S; Salazar, M. 2010).
El último estudio del CIS sobre la concepción de la modificación genética realizado en 2001, cerca de la mitad de los participantes se posicionan en desacuerdo con el uso de la ingeniería genética en la agricultura y producción de alimentos. El 63% de los participantes admiten no estar dispuestos a comprar y consumir alimentos genéticamente modificados. De este porcentaje, solo un 3% se propondría comprar el producto si fuese más barato.